# Phan Thanh Nhiên
Phan Thanh Nhiên sinh năm 1985, tại Châu Đức, Bà Rịa - Vũng Tàu, hiện là người Việt Nam trẻ nhất chinh phục đỉnh Everest. Tại thời điểm đặt chân lên đỉnh này vào sáng 22.5.2008, cùng với Bùi Văn Ngợi và Nguyễn Mậu Linh, 3 người Việt Nam duy nhất cho tới bây giờ (2016), anh chỉ mới bước qua tuổi 23, khi đang còn là sinh viên năm 3 của trường Đại học Thể dục Thể thao Thành phố HCM.

## Tiểu sử
Phan Thanh Nhiên là con trai út trong một gia đình có 5 anh chị em. Từ nhỏ, Thanh Nhiên đã phải vừa đi học vừa làm lụng thêm để kiếm tiền phụ giúp cho gia đình. Sau khi tốt nghiệp trung học, Phan Thanh Nhiên theo học ngành Thể dục dụng cụ của trường Đại học Thể dục Thể thao Thành phố Hồ Chí Minh với mong ước trở thành một thầy giáo dạy thể dục.
Phan Thanh Nhiên tham gia chương trình Người Việt Nam chinh phục Everest lúc đang theo học đại học năm thứ 3. Anh đã phải trải qua hàng loạt các bài kiểm tra thể lực và tâm lý để đánh bại hàng nghìn ứng viên khác, trở thành một trong 12 người được chọn để tập luyện.
Trong gần 1 năm luyện tập trong chương trình bắt đầu từ ngày 15/10/2005, Phan Thanh Nhiên cùng các đồng đội đã chinh phục các đỉnh núi với độ cao Fansipan (3.143 m, Việt Nam), Núi Kinabalu (4.095 m, Malaysia), Kilimanjaro (5.895 m, Tanzania), Island Peak (6.160 m, Nepal) trước khi chinh phục đỉnh Everest.,
Khi trở về Nhiên được nhận vào làm công việc tổ chức sự kiện, kế đến làm hướng dẫn viên cho một công ty lữ hành. Sau đó, anh mở một dịch vụ tổ chức team building, đặc biệt là các môn thể thao mạo hiểm.
Năm 2012, anh giành được huy chương bạc môn Leo tường tốc độ tại Seagames 26 tổ chức ở Indonesia và trở thành người Việt Nam đầu tiên đạt huy chương Seagames ở bộ môn này.
Ngoài ra, Phan Thanh Nhiên đã xây dựng đường zip line (đu dây qua vực núi) dài nhất Việt Nam và vách núi bán nhân tạo cao nhất Việt Nam tại tỉnh Quảng Bình.
Năm 2018, Phan Thanh Nhiên tham gia vai diễn cảnh sát Lương trong phim Hai Phượng công chiếu năm 2019 của đả nữ Ngô Thanh Vân.
Năm 2022, Phan Thanh Nhiên trở lại chinh phục đỉnh núi Everest vào ngày 13.5.2022. Phan Thanh Nhiên leo khoảng 9,5 giờ để chạm tới trạm 4 và thêm khoảng 10 giờ để tới đỉnh Everest.
Khi lên tới đỉnh, Phan Thanh Nhiên mở mặt nạ oxy, dùng bàn tay giơ cao lá cờ Việt Nam thể hiện niềm tự hào.